# Melanargia teneates
Melanargia teneates är en fjärilsart som beskrevs av Lederer 1871. Melanargia teneates ingår i släktet Melanargia och familjen praktfjärilar. Inga underarter finns listade i Catalogue of Life.